# Ultra (альбом)
| Оценки критиков      | Оценки критиков |
| Источник             | Оценка          |
| -------------------- | --------------- |
| AllMusic             | [ 3 ]           |
| Chicago Sun-Times    | [ 4 ]           |
| Chicago Tribune      | [ 5 ]           |
| Entertainment Weekly | B+              |
| The Guardian         | [ 7 ]           |
| Los Angeles Times    | [ 8 ]           |
| NME                  | 6/10            |
| Q                    | [ 10 ]          |
| Rolling Stone        | [ 11 ]          |
| Spin                 | 6/10            |

Ultra (с англ. — «Сверх») — девятый студийный альбом британской группы Depeche Mode, вышедший 14 апреля 1997 года. Пластинка заняла 1-е место в хит-параде Великобритании, а композиции, вышедшие в качестве синглов, стали хитами. В России альбом получил премию «Рекордъ» в номинации «Зарубежный альбом». К апрелю 2006 года, в США, альбом был продан тиражом в 584 000 экземпляров.

## Описание
Ultra записан без Алана Уайлдера, покинувшего группу в 1995 году, по его словам, «из-за растущей неудовлетворённости внутренними отношениями и рабочей обстановкой в группе». После ухода Уайлдера многие скептически относились к тому, что Depeche Mode будут записываться когда-либо снова. Психическое состояние Дэвида Гаана и его пагубное пристрастие к наркотикам стали главной причиной беспокойства: чуть не ставшая смертельной передозировка наркотиков в лос-анджелесском отеле Sunset Marquis считается многими попыткой самоубийства, тем не менее Гаан неизменно это отрицает.
В течение 1995—1996 гг. Мартин Гор пытался убедить группу попробовать записать новый материал. Дэйв только изредка появлялся на запланированных сессиях, а когда всё-таки появлялся, ему требовались недели, чтобы записать какую-либо вокальную партию. Гор был вынужден задуматься о распаде группы и выпуске сольного альбома. Но в конце концов беспокойство Гора оказалось безосновательным: в середине 1996 года Гаан начал проходить курс реабилитации от наркотической зависимости. После окончания курса реабилитации группа продолжила работу над новым альбомом с продюсером Тимом Сименоном.
Первоначально участники группы хотели выпустить только сингл. Функции Уайлдера перешли Тиму Сименону и его команде: клавишнику, звукоинженеру и программисту. При первой встрече Мартин Гор сказал Сименону, что хочет придать альбому звучание в стиле хип-хопа.
Других предпосылок не было, и спустя 15 месяцев после начала работы, несмотря на трудности — «Да, мы почти потеряли вокалиста», — улыбается Сименон — «Со мной такого никогда раньше не случалось», — они стали триумфаторами, выражая в своих песнях размышления Мартина о смысле жизни и возросшую способность Дэйва интерпретировать их голосом.
Название нового альбома была выбрано «Ultra». По поводу названия Мартин Гор сказал следующее:

Название по-настоящему соответствует нашему новому составу. По пути мы утратили участника, но теперь у нас есть новый, улучшенный и облегчённый вариант. Я думаю, что это крайне положительное название.
Оригинальный текст (англ.)The title really fits in with our new line-up. We lost a member along the way and now it's the new, improved, slimmed-down version. I think it's a great positive title.

Многие песни в альбоме, включая «Barrel of a Gun», повествуют о роли судьбы. Заинтересованность Мартина генетикой — «Единственный журнал, на который я подписан — это New Scientist», — послужила основанием уверенности в том, что человеческая жизнь, на большем её протяжении, определена с рождения.
Из-за напряжения, возникшего во время предыдущего концертного тура, было решено полностью отказаться от гастролей в поддержку Ultra. В поддержку альбома группа отыграла лишь два коротких концерта в Лондоне и Лос-Анджелесе под названием «Ultra Parties». Лондонский концерт состоялся 10 апреля 1997 года в «Adrenalin Village», а в Лос-Анджелесе группа выступила 16 мая 1997 года в «Shrine Exposition Hall». Концерт в Лос-Анджелес шоу был снят каналом MTV, но так и не транслировался полностью.

## Обложка
Графическим оформлением альбома занимался сотрудничающий с группой на протяжении долгого времени фотограф Антон Корбейн.

## Переиздание
2 октября 2007 года (3 октября в Северной Америке) состоялся выход переиздания альбома состоящее из двух компакт-дисков. Первый диск формата SACD/CD (CD в США) содержит песни из альбома, прошедшие ремастеринг. Второй диск DVD, который содержит би-сайды и документальный фильм «Depeche Mode 95-98 (Oh well, that’s the end of the band…)», в котором рассказывается о создании альбома. В фильме Мартин Гор высказывает своё мнение по поводу ухода Алана Уайлдера. Также в фильме все участники группы дают интервью, а также Дэниел Миллер, продюсер Тим Сименон, концертные участники Питер Гордено и Кристиан Айгнер, фотограф Антон Корбейн и другие.

## Дополнительная информация
- Заключительная инструментальная композиция в список песен в альбоме включена не была (скрытый трек).
- Это первый альбом Depeche Mode с 1982 года (A Broken Frame), записанный в качестве трио.
- «Junior Painkiller» отделён от «Insight» полутораминутной паузой.
- Мартин Гор исполняет композиции «Home» и «Bottom Line», а Дэйв Гаан — остальные. «Uselink», «Jazz Thieves» и «Junior Painkiller» являются связующими композициями.

## Список композиций
Автор всех композиций — Мартин Гор.
1. «Barrel of a Gun» — 5:35
2. «The Love Thieves» — 6:34
3. «Home» — 5:42
4. «It’s No Good» — 5:58
5. «Uselink» — 2:21
6. «Useless» — 5:12
7. «Sister of Night» — 6:04
8. «Jazz Thieves» — 2:54
9. «Freestate» — 6:44
10. «The Bottom Line» — 4:26
11. «Insight» — 5:03
12. «Junior Painkiller» — 2:11 (скрытый трек)

Би-сайды:
1. Painkiller — 7:29 (сингл «Barrel of a Gun»)
2. Slowblow — 5:25 (сингл «It’s No Good»)
3. Only When I Lose Myself — 4:35 (сингл, изданный для «The Singles 86>98»)
4. Surrender — 6:19 (би-сайд к «Only When I Lose Myself»)
5. Headstar — 4:23 (би-сайд к «Only When I Lose Myself»)

## Участники записи
- Дэвид Гаан — вокал
- Мартин Гор — гитара, клавишные, бэк-вокал, основной вокал в песнях «Home» и «The Bottom Line», музыка/слова
- Эндрю Флетчер — клавишные, бас-гитара, бэк-вокал в «Barrel of a Gun»

Приглашенные музыканты:
- - Виктор Индриззо — перкуссия «Barrel of a Gun» и «It’s No Good»
  - Яки Либецайт — перкуссия в «The Bottom Line»
  - Брайан Джон Коул — гитара в «The Bottom Line»
  - Gota Yashiki — ударные в «Useless»
  - Кит ЛеБланк — ударные в «Useless»
  - Дэнни Кэммингс — перкуссия в «Useless» и «Freestate»
  - Дуг Уимбиш — бас-гитара («Useless»)
  - Данил Миллер - синтезаторы (5)
- Продюсер — Тим Сименон
- Микширование — Тим Сименон и Q
- Программирование — Дэйв Клейтон
- Арт-директор, фотограф — Антон Корбейн
- Дизайнер — Ричард Смит.

## Позиции в чартах

### Чарты
| Чарт (1997)                             | Высшая позиция |
| --------------------------------------- | -------------- |
| Австралия (ARIA)                        | 7              |
| Австрия (Ö3 Austria)                    | 5              |
| Бельгия/Фландрия (Ultratop)             | 8              |
| Бельгия/Валлония (Ultratop)             | 1              |
| Канада (Canadian Albums Chart)          | 2              |
| Чехия (ČNS IFPI)                        | 1              |
| Дания (Hitlisten)                       | 3              |
| Нидерланды (Album Top 100)              | 17             |
| European Top 100 Albums (Music & Media) | 1              |
| Финляндия (Suomen virallinen lista)     | 3              |
| Франция (SNEP)                          | 2              |
| Германия (Offizielle Top 100)           | 1              |
| Греция (IFPI)                           | 1              |
| Венгрия (MAHASZ)                        | 2              |
| Исландия (Tónlist)                      | 5              |
| Ирландия (IFPI)                         | 4              |
| Италия (FIMI)                           | 2              |
| Япония (Oricon)                         | 39             |
| Новая Зеландия (RMNZ)                   | 25             |
| Норвегия (VG-lista)                     | 2              |
| Португалия (AFP)                        | 4              |
| Шотландия (Scottish Albums Chart)       | 7              |
| Испания (AFYVE)                         | 1              |
| Швеция (Sverigetopplistan)              | 1              |
| Швейцария (Schweizer Hitparade)         | 4              |
| Великобритания (UK Albums Chart)        | 1              |
| США (Billboard 200)                     | 5              |

### Годовые чарты
| Чарт (1997)                   | Позиция |
| ----------------------------- | ------- |
| Австралия (Ö3 Austria)        | 38      |
| Бельгия (Ultratop Валлония)   | 35      |
| Европа (Music & Media)        | 21      |
| Германия (Offizielle Top 100) | 17      |
| Швеция (Sverigetopplistan)    | 35      |
| США (Billboard 200)           | 162     |

## Сертификации и продажи
| Регион | Сертификация | Продажи    |
| --- | ------------ | ---------- |
| Бельгия (BEA) | Золотой      | 25 000*    |
| Франция (SNEP) | Золотой      | 100 000*   |
| Германия (BVMI) | Золотой      | 250 000^   |
| Россия | —            | 10,000     |
| Испания (PROMUSICAE) | Золотой      | 50 000^    |
| Швеция (GLF) | Золотой      | 40 000^    |
| Швейцария (IFPI Switzerland)                                                                                             | Золотой      | 25 000^    |
| Великобритания (BPI) | Золотой      | 100 000^   |
| США (RIAA) | Золотой      | 584,000    |
| Итого |              |            |
| Европа (IFPI) | Платиновый   | 1 000 000* |
| Мир | —            | 4,000,000  |
| * Данные о продажах приведены только на основе сертификации. ^ Данные о тиражах приведены только на основе сертификации. |              |            |